# کاروی دوم
کاروی دوم (به مجاری: II. Károly) یا کاروی کوتاه (به مجاری: Kis Károly)(زادهٔ ۱۳۴۵- مرگ ۲۴ فوریهٔ ۱۳۸۶) پادشاه ناپل، پادشاه اسمی اورشلیم (از ۱۳۸۲میلادی) و از از ۱۳۸۵ پادشاه مجارستان بود. در ۱۳۸۳ فرمانروایی بر شاهزاده‌نشین اخائیه از آن او شد.

## زندگی
او پسر لوئیجی دی دوراتزو کنت گراوینا بود و نیایش شارل دوم پادشاه ناپل. او از یازده‌سالگی به دربار لایوش یکم در مجارستان فرستاده شد. او توانست توجه شاه و مردمان مجارستان، کرواسی و دالماسی را به خویش جلب کند و در ۱۳۷۱ نیز دوک این دو ناحیهٔ اخیر شود. در ۱۳۷۹ نیز که جنگ میان جمهوری ونیز و مجارستان رخ‌داد، سفیر مجارستان برای بستن پیمان میان دو طرف بود.
با مرگ لایوش او که بزرگ‌ترین عضو نرینهٔ دودمان کاپتی آنژو بود تاج و تخت مجارستان را خواستار شد. بدین منظور در ۱۳۸۵ ماریای یکم دختر لایوش را از تخت کنار زد و چون پشتیبانی اشراف مجارستان را داشت بی مانع به قدرت رسید؛ ولی در این میان الیزابت بوسنیایی مادر ماریا و بیوهٔ لایوش نقشه‌ای را برای ترور کاروی کشید. در جریان این ترور کاروی در ۷ فوریهٔ ۱۳۸۶ زخمی شد و چند روز پس از آن به همان زخم درگذشت و در بلگراد به خاک سپرده شد.